# メタクリロイルオキシエチルイソシアネート
メタクリロイルオキシエチルイソシアネート (methacryloyloxyethyl isocyanate) は合成樹脂の生産において架橋に用いられる化合物。吸入や皮膚への接触、誤飲により生命に関わる極めて有毒な液体である。少量で目および皮膚を冒す。